# Gimnasia en los Juegos Olímpicos de Londres 2012 – Gimnasia artística concurso completo por equipo femenino
El evento de concurso completo por equipo femenino de gimnasia artística en los Juegos Olímpicos de Londres 2012 tomó lugar el 31 de julio en el The O2 arena.

## Equipos calificados
Los siguientes equipos clasificaron para los Juegos Olímpicos al lograr una puesta a los ocho mejores del Campeonato Mundial de Gimnasia de 2011.
- Estados Unidos  (USA)
- Rusia  (RUS)
- República Popular China  (CHN)
- Rumania  (ROM)
- Japón  (JPN)
- Australia  (AUS)
- Alemania  (GER)
- Reino Unido  (GBR)

Los siguientes equipos clasificaron para el evento, al lograr terminar entre los cuatro primeros puestos en el evento de Prueba Olímpico 2012 en el North Greenwich Arena, una competición abierta a los equipos que habían terminado entre los puestos nueve a 16 en el Campeonato Mundial 2011.
- Italia  (ITA)
- Canadá  (CAN)
- Francia  (FRA)
- Brasil  (BRA)

### Clasificación
| Posición | País                          |        |        |        |        | Total   |
| -------- | ----------------------------- | ------ | ------ | ------ | ------ | ------- |
| 1        | Estados Unidos (USA)          | 47.633 | 45.032 | 45.441 | 43.757 | 181.863 |
| 2        | Rusia (RUS)                   | 46.299 | 45.566 | 45.232 | 43.332 | 180.429 |
| 3        | República Popular China (CHN) | 43.566 | 46.998 | 44.432 | 41.641 | 176.637 |
| 4        | Rumania (ROU)                 | 45.733 | 41.833 | 44.699 | 43.999 | 176.264 |
| 5        | Reino Unido (GBR)             | 43.333 | 45.158 | 39.632 | 42.533 | 170.656 |
| 6        | Japón (JPN)                   | 42.033 | 44.232 | 42.765 | 41.166 | 170.196 |
| 7        | Italia (ITA)                  | 42.466 | 40.974 | 42.124 | 42.833 | 168.397 |
| 8        | Canadá (CAN)                  | 43.599 | 42.699 | 38.832 | 42.566 | 167.696 |

## Resultados

### Final
| Rank               | País                          | · Salto de potro | · Barras asimétricas | · Viga de equilibrio | · Suelo    | Total   |
| ------------------ | ----------------------------- | ---------------- | -------------------- | -------------------- | ---------- | ------- |
|                    | Estados Unidos (USA)          | 48.132 (1)       | 44.799 (3)           | 45.299 (1)           | 45.366 (1) | 183.596 |
| Gabrielle Douglas  | 15.966                        | 15.200           | 15.233               | 15.066               |            | 183.596 |
| McKayla Maroney    | 16.233                        |                  |                      |                      |            | 183.596 |
| Alexandra Raisman  |                               |                  | 14.933               | 15.300               |            | 183.596 |
| Kyla Ross          |                               | 14.933           | 15.133               |                      |            | 183.596 |
| Jordyn Wieber      | 15.933                        | 14.666           |                      | 15.000               |            | 183.596 |
|                    | Rusia (RUS)                   | 46.366 (2)       | 46.166 (2)           | 44.399 (3)           | 41.599 (6) | 178.530 |
| Ksenia Afanaseva   |                               |                  | 14.833               | 14.333               |            | 178.530 |
| Anastasia Grishina |                               | 14.700           |                      | 12.466               |            | 178.530 |
| Viktoria Komova    | 15.833                        | 15.766           | 15.033               |                      |            | 178.530 |
| Aliyá Mustáfina    | 15.233                        | 15.700           | 14.533               | 14.800               |            | 178.530 |
| Maria Paseka       | 15.300                        |                  |                      |                      |            | 178.530 |
|                    | Rumania (ROU)                 | 45.000 (3)       | 41.464 (8)           | 45.249 (2)           | 44.700 (2) | 176.414 |
| Diana Bulimar      |                               | 14.066           | 14.533               | 14.700               |            | 176.414 |
| Diana Chelaru      |                               | 13.633           |                      |                      |            | 176.414 |
| Larisa Iordache    | 14.800                        | 13.766           | 15.300               |                      |            | 176.414 |
| Sandra Izbașa      | 15.100                        |                  |                      | 15.200               |            | 176.414 |
| Catalina Ponor     | 15.100                        |                  | 15.416               | 14.800               |            | 176.414 |
| 4                  | República Popular China (CHN) | 44.266 (5)       | 46.399 (1)           | 42.932 (4)           | 40.833 (7) | 174.430 |
| 4                  | Deng Linlin                   | 14.900           |                      | 13.766               | 13.733     | 174.430 |
| 4                  | He Kexin                      |                  | 15.766               |                      |            | 174.430 |
| 4                  | Huang Qiushuang               | 15.033           | 15.100               | 13.800               | 12.500     | 174.430 |
| 4                  | Sui Lu                        |                  |                      | 15.366               | 14.600     | 174.430 |
| 4                  | Yao Jinnan                    | 14.333           | 15.533               |                      |            | 174.430 |
| 5                  | Canadá (CAN)                  | 44.499 (4)       | 42.332 (6)           | 41.199 (6)           | 42.774 (3) | 170.804 |
| 5                  | Elsabeth Black                | 15.233           |                      | 14.266               | 14.208     | 170.804 |
| 5                  | Victoria Moors                |                  | 13.700               |                      | 14.600     | 170.804 |
| 5                  | Dominique Pegg                | 14.400           |                      | 13.500               | 13.966     | 170.804 |
| 5                  | Brittany Rogers               | 14.866           | 14.466               |                      |            | 170.804 |
| 5                  | Kristina Vaculik              |                  | 14.166               | 13.433               |            | 170.804 |
| 6                  | Reino Unido (GBR)             | 43.965 (6)       | 44.599 (4)           | 39.199 (8)           | 42.732 (4) | 170.495 |
| 6                  | Imogen Cairns                 | 14.266           |                      | 13.500               |            | 170.495 |
| 6                  | Jennifer Pinches              | 14.833           |                      | 11.833               | 14.366     | 170.495 |
| 6                  | Rebecca Tunney                | 14.866           | 14.766               |                      |            | 170.495 |
| 6                  | Elizabeth Tweddle             |                  | 15.833               |                      | 14.166     | 170.495 |
| 6                  | Hannah Whelan                 |                  | 14.000               | 13.866               | 14.200     | 170.495 |
| 7                  | Italia (ITA)                  | 42.366 (8)       | 41.666 (7)           | 41.999 (5)           | 41.899 (5) | 167.930 |
| 7                  | Giorgia Campana               |                  | 13.900               |                      |            | 167.930 |
| 7                  | Erika Fasana                  | 13.733           | 13.600               |                      | 14.233     | 167.930 |
| 7                  | Carlotta Ferlito              | 14.300           |                      | 14.366               | 14.100     | 167.930 |
| 7                  | Vanessa Ferrari               | 14.333           | 14.166               | 14.800               | 13.566     | 167.930 |
| 7                  | Elisabetta Preziosa           |                  |                      | 12.833               |            | 167.930 |
| 8                  | Japón (JPN)                   | 42.882 (7)       | 42.999 (5)           | 40.599 (7)           | 40.166 (8) | 166.646 |
| 8                  | Yu Minobe                     |                  |                      | 13.100               |            | 166.646 |
| 8                  | Yuko Shintake                 |                  |                      | 13.266               | 13.433     | 166.646 |
| 8                  | Rie Tanaka                    | 14.416           | 14.333               |                      | 12.833     | 166.646 |
| 8                  | Asuka Teramoto                | 14.700           | 14.200               | 14.233               | 13.900     | 166.646 |
| 8                  | Koko Tsurumi                  | 13.766           | 14.466               |                      |            | 166.646 |